# Villers-sous-Montrond
Villers-sous-Montrond är en kommun i departementet Doubs i regionen Bourgogne-Franche-Comté i östra Frankrike. Kommunen ligger i kantonen Ornans som tillhör arrondissementet Besançon. År 2019 hade Villers-sous-Montrond 210 invånare.

## Befolkningsutveckling
Antalet invånare i kommunen Villers-sous-Montrond
Referens:INSEE